# Massengutfrachter

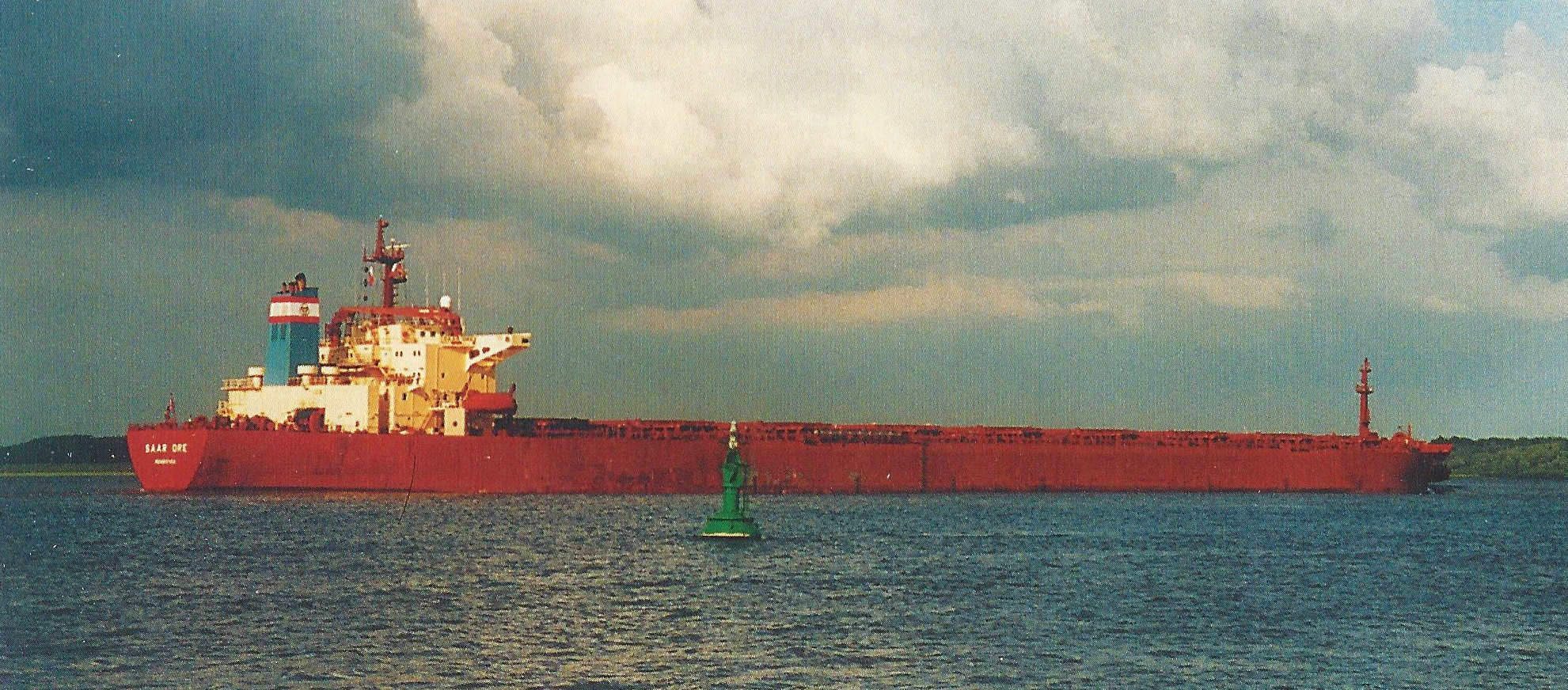
Erzfrachter Saar Ore

Massengutfrachter (auch Massengutschiff, Bulkcarrier, Bulker, Bulkschiff oder Schüttgutfrachter genannt) sind Schiffe, die zum Transport von losen Massengütern verwendet werden, beispielsweise Erz, Kohle, Bauxit, Phosphat, Zement oder Getreide. Schüttgutfrachter übernehmen etwa ein Drittel des weltweiten Seetransports. Flüssige Massengüter wie Rohöl, Chemikalien und flüssige Lebensmittel werden von Tankern transportiert.

## Geschichte
Die ersten Massengutfrachter im heutigen Sinn waren Colliers, Segelschiffe, die vom 17. Jahrhundert an zum Kohletransport von Nordostengland nach London eingesetzt wurden. In den 1840er Jahren wurden auf dieser Route zum ersten Mal Dampfschiffe als Colliers eingesetzt. Während Frachtdampfer, die zumeist als Stückgutschiffe konstruiert wurden, die Segelschiffe in den darauf folgenden Jahrzehnten ablösten, konnten sich letztere noch relativ lange in der Schüttgutfahrt behaupten. Um 1910 wurde noch in großem Umfang bei der „Salpeterfahrt“ nach Chile mit Segelschiffen Kohle von Europa nach Südamerika und von dort Salpeter zurück nach Deutschland gefahren. Bekannte deutsche Segelfrachter waren hier das Fünfmast-Vollschiff Preußen, die Fünf- bzw. Viermastbarken Potosi, Pamir, Passat, Peking und andere. Bis in die Zeit nach dem Zweiten Weltkrieg wurde ein großer Teil der Schüttguttransporte in Stückgutschiffen transportiert. Man definierte Schüttgutfrachter in diesen Jahren als Eindeckschiffe mit über 10.000 Tonnen Tragfähigkeit. Erst in den Nachkriegsjahren setzte eine zunehmende Spezialisierung dieses Marktsegments ein, das mit schnell wachsenden Baugrößen einherging.

## Technisches

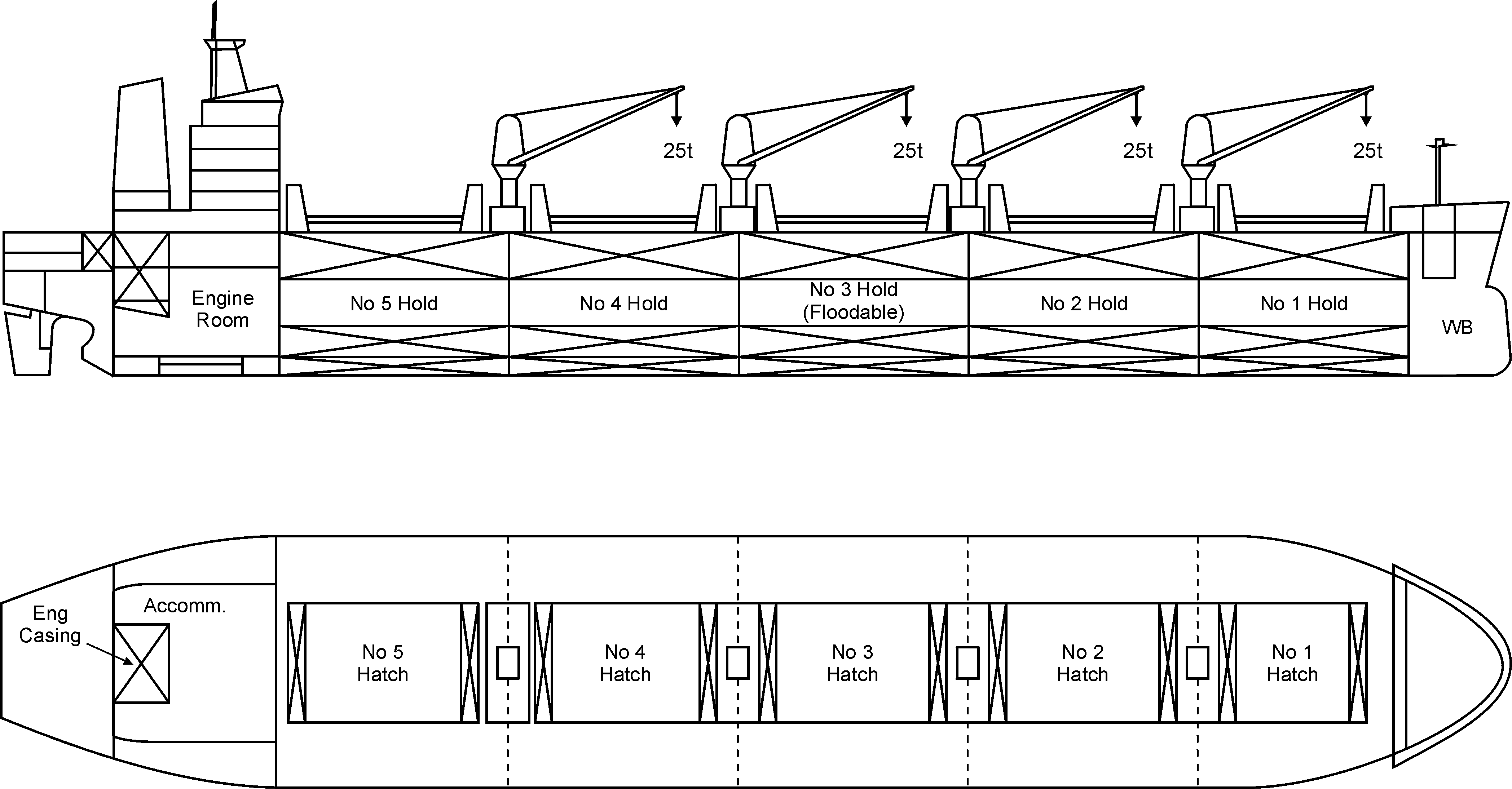
Generalplan eines Handymax Frachters mit Ladegeschirr

Da manches Schüttgut unter Bewegung zum Verrutschen neigt, könnte dies zur Schräglage des Schiffes bis hin zum Kentern führen. Aus diesem Grund werden die Laderäume von Massengutfrachten so konstruiert, dass ein Verrutschen weitgehend verhindert wird und mittels hoch gelegener Ballasttanks, sogenannten Wingtanks, ein krängendes Moment ausgeglichen werden kann. Es gibt reine Massengutfrachter und auch kombinierte OBC- (Ore-Bulk-Container) und OBO- (Ore-Bulk-Oil) Schiffe, die neben/anstatt des Schüttgutes auch Container oder Öl laden können. OBC (Erz/Ore-Schüttgut/Bulk-Container) Schiffe sind zwar aufwendiger im Bau, können aber auch Container transportieren. Tank-Schüttgutfrachter wie OBO (Erz/Ore-Schüttgut/Bulk-Öl/Oil) Schiffe sind ebenfalls teurer im Bau, können aber im Gegensatz zu reinen Tankern auf einer etwaigen Rückreise trockenes Schüttgut laden.
Mit dem seit dem 1. Juli 2006 gültigen 88. Ergänzungsprotokoll zur SOLAS 74 wurde diese dahingehend überarbeitet, um sie den dem Betrieb von Massengutschiffen einhergehenden Risiken anzupassen, indem man unter anderem Doppelhüllenkonstruktionen verbindlich vorschreibt, mit der Einschränkung, dass – auf den Widerstand Griechenlands hin – Schiffe, die ausschließlich Flüssiggüter befördern (Tanker), davon ausgenommen sind.
Man unterscheidet reine Massengutfrachter grob nach ihrer Größe:
- Handysize Bulk Carrier (10.000–39.999 tdw) in für kleine Ladungsgrößen und Fahrtgebiete mit Häfen mit geringem Tiefgang. Handy Bulk Carrier haben meist eigenes Ladegeschirr.
- Handymax Bulk Carrier, bis ca. 45.000 tdw, kürzer als 190 m, schmaler als 32,27 m, häufig mit eigenem Ladegeschirr
- Supramax Bulk Carrier, bis 2005 offiziell Handymax (40.000–59.999 tdw) besitzen meist auch eigenes Ladegeschirr
- Ultramax Bulk Carrier, bis 64.999 tdw, kürzer als 200 m, schmaler als 32,27 m, häufig mit eigenem Ladegeschirr
- Panamax Bulk Carrier (60.000–99.999 tdw) transportieren hauptsächlich Kohle, Getreide und Bauxit im weltweiten Verkehr
  - Unterarten: Japanamax, Kamsarmax,
- Capesize Bulk Carrier (über 100.000 tdw) sind fast ausschließlich im Transport von Eisenerz und Kohle für die Stahlproduktion tätig
  - Unterarten: Dunkirkmax, Newcastlemax, Setouchmax, Very Large Ore Carrier, Wozmax

Mit steigender Größe nimmt auch der Tiefgang der Schiffe zu. Panamax- und Capesizebulker verfügen in der Regel über kein eigenes Ladegeschirr. Preise und Charterraten von Massengutschiffen sind, aufgrund ihrer im Verhältnis meist kurzfristigen Verträge, konjunkturabhängig sehr starken Schwankungen unterworfen. So kostete ein fünf Jahre alter, charterfreier Capesizebulker mit 170.000 tdw Anfang Juli 2007 rund 101 Mio. USD; Ende 2005 kostete ein vergleichbares Schiff noch rund 57 Mio. USD. Für Capesize Bulker wurden vereinzelt Tagescharterraten von fast 234.000 USD gezahlt. Im Zuge der Wirtschaftskrise sind die Charterraten für ein Capesize-Schiff teilweise auf 3.600 US-Dollar am Tag gefallen.
Der derzeit größte Bulk Carrier ist die 2010 von Daewoo Shipbuilding & Marine Engineering gebaute Vale Brasil, des brasilianischen Bergbaukonzerns Vale (früher CVRD), mit einer Ladekapazität von rund 400.000 t und einer Länge von 362 m. Das Schiff leitet ein Bauprogramm von 35 Schiffen mit Tragfähigkeiten zwischen 388.000 und 400.000 Tonnen ein.